# Atlantis Princess
Atlantis Princess는 보아가 대한민국에서 발매한 3번째 정규 앨범이다. 일본 정규 2집 앨범인 《VALENTI》가 100만장을 넘는 판매량을 기록하고, 싱글 〈Shine We Are!/Earthsong〉이 보아의 싱글들 중 처음으로 오리콘 일간 싱글 순위 1위를 기록해 화제가 된 상황에서 발매되었다. 타이틀 곡인 〈아틀란티스 소녀〉와 후속곡 〈Milky Way〉, 발라드곡 〈나무〉를 비롯해 총 13곡이 수록되어 있다.
앨범의 타이틀 곡 〈아틀란티스 소녀〉는 이수영의 〈휠릴리〉, 〈Grace〉 등을 작곡한 황성제가 작곡을 맡았다. 잃어버린 대륙 "아틀란티스"를 묘사한 가사와 빠르고 경쾌한 멜로디의 댄스곡으로, 오스트레일리아에서 촬영한 뮤직 비디오에는 높은 건물들로 둘러싸인 옥상에서 고글을 쓰고 멜빵 바지를 입은 보아가 댄서들과 춤을 추는 장면, 넓은 초원에서 아이들과 함께 뛰어노는 장면, 백사장에서 노래를 부르는 장면들이 등장하고, 중간중간 세계 여러 나라 어린이들의 모습과, 마지막 후렴 부분에는 여러 나라의 민속 의상을 입은 보아의 모습도 등장한다. 보아는 이 곡으로 2003년 6월 1일 SBS 《인기가요》를 시작으로 방송 활동을 시작하였다.
후속곡 〈Milky Way〉는 〈My Name〉, 〈MOTO〉 등을 작곡한 Kenzie가 작곡한 곡으로, 뮤직 비디오도 있는 실질적인 후속곡이었으나, 앨범의 5번째 트랙인 〈천사의 숨결〉과 함께 메들리로 방송에 나가는 경우도 있었다. 그리고 나중에 일본 발매 싱글 Double에 일본어 버전으로 수록되었으며 2004년 1월에 발매되는 일본 정규 3집 LOVE & HONESTY에 보너스 트랙으로 수록되었다. 앨범의 12번째 트랙인 〈서울의 빛〉은 2003년 5월 "제 1회 Hi Seoul 페스티벌"에서 처음 발표되었고, 서울을 상징하는 노래로 서울특별시청 홈페이지에 소개되고 있으며, 13번째 트랙에서는 이 곡을 영어로 불렀다.

## (3집) 방송 출연 목록
| (타이틀곡) 아틀란티스 소녀       |                                              |                                                                                     |
| 2003년 5월 25일                  | 하이! 서울 페스티벌                          | No.1, Valenti, 서울의 빛                                                            |
| 2003년 5월 28일                  | 대구 하계u대회 성공기원 콘서트               | Amazing Kiss, 나무, 아틀란티스 소녀                                                 |
| 2003년 5월 31일                  | U-17 국제 청소년 축구대회 축하공연           | 부산공연 Amazing Kiss, 나무, 아틀란티스 소녀                                        |
| 2003년 6월 1일                   | SBS 인기가요                                 | 컴백스페셜 아틀란티스 소녀 + Time To Begin                                          |
| 2003년 6월 5일                   | KBS 뮤직뱅크                                 | 컴백무대                                                                            |
| 2003년 6월 5일                   | SBS 기아체험 24시간                          |                                                                                     |
| 2003년 6월 6일                   | Mnet 쇼킹M                                   | Time To Begin, 나무, 아틀란티스 소녀                                                |
| 2003년 6월 6일                   | KBS 라디오                                   | 이민우의 자유선언                                                                   |
| 2003년 6월 7일                   | TBC U대회 성공기원 콘서트                    | Amazing Kiss + 아틀란티스 소녀                                                      |
| 2003년 6월 7일                   | KBS 뮤직플러스                               |                                                                                     |
| 2003년 6월 8일                   | SBS 인기가요                                 |                                                                                     |
| 2003년 6월 8일                   | MBC 라디오 옥주현의 별이 빛나는 밤에         |                                                                                     |
| 2003년 6월 10일                  | Mnet 가요발전소                              | 가발토킹                                                                            |
| 2003년 6월 11일                  | KM 쇼!뮤직탱크                               | 나무 + 아틀란티스 소녀                                                              |
| 2003년 6월 11일                  | itv itv 개국쇼                               | 나무 + 아틀란티스 소녀                                                              |
| 2003년 6월 12일                  | KBS 뮤직뱅크                                 |                                                                                     |
| 2003년 6월 12일                  | KBS 라디오 이본의 볼륨을 높여요              | 아틀란티스소녀 + 나무 3000회 특집 야외무대                                          |
| 2003년 6월 12일                  | KBS 라디오 UN김정훈의 FM인기가요             |                                                                                     |
| 2003년 6월 13일 (6월 10일 녹화)  | Mnet 쇼킹M                                   |                                                                                     |
| 2003년 6월 14일                  | MBC 음악캠프                                 |                                                                                     |
| 2003년 6월 15일                  | KBS 열린음악회                               |                                                                                     |
| 2003년 6월 15일                  | SBS 인기가요                                 |                                                                                     |
| 2003년 6월 15일                  | iTV 뮤직쇼                                   | 나무 + 아틀란티스 소녀                                                              |
| 2003년 6월 18일                  | SBS 라디오 최화정의 파워타임                 |                                                                                     |
| 2003년 6월 19일                  | KBS 뮤직뱅크                                 |                                                                                     |
| 2003년 6월 20일                  | SBS 대종상 영화제                            |                                                                                     |
| 2003년 6월 20일                  | MBC 가요콘서트                               |                                                                                     |
| 2003년 6월 20일                  | KM 생방송 뮤직Q                              |                                                                                     |
| 2003년 6월 21일                  | KBS 사랑의 리퀘스트                          | 나무                                                                                |
| 2003년 6월 21일                  | MBC 음악캠프                                 |                                                                                     |
| 2003년 6월 22일                  | SBS 인기가요                                 | 창원 공개방송                                                                       |
| 2003년 6월 25일                  | KM 쇼!뮤직탱크                               |                                                                                     |
| 2003년 6월 27일                  | MBC 가요콘서트                               |                                                                                     |
| 2003년 6월 27일                  | MTV(KOREA) LIVE WOW                          |                                                                                     |
| 2003년 6월 28일                  | KBS 뮤직쇼 하이5                             |                                                                                     |
| 2003년 6월 29일                  | Mnet 쇼킹M                                   |                                                                                     |
| 2003년 7월 3일                   | KBS 뮤직뱅크                                 |                                                                                     |
| 2003년 7월 6일                   | SBS 인기가요                                 |                                                                                     |
| 2003년 7월 11일                  | Mnet 쇼킹M                                   | 나무 + 아틀란티스 소녀                                                              |
| 2003년 7월 12일                  | MBC 음악캠프                                 |                                                                                     |
| 2003년 7월 12일                  | MBC 라디오 싱글벙글쇼                        | 공개방송 아틀란티스 소녀, No.1                                                      |
| 2003년 7월 12일                  | 울산사랑 빅 콘서트                           | 아틀란티스 소녀, No.1, 나무                                                         |
| 2003년 7월 13일                  | SBS 인기가요                                 | 나무                                                                                |
| 2003년 7월 14일                  | MBC 심야스페셜                               | 보아 스토리 <1부>                                                                   |
| 2003년 7월 15일                  | MBC 심야스페셜                               | 보아 스토리 <2부>                                                                   |
| 2003년 7월 17일                  | SBS 미주 이민 100주년 기념 워싱턴 한인대축제 | 아틀란티스 소녀                                                                     |
| 2003년 7월 19일                  | SBS 그것이 알고싶다                          | 258회 <'보아'의 일본정벌, 그리고 그 의미는>                                         |
| 2003년 7월 26일                  | KBS 윤도현의 러브레터                        | Jewel Song, 아틀란티스 소녀, 늘, No.1, Valentl, Amazing kiss                        |
| 2003년 7월 27일                  | SBS 평화콘서트                               |                                                                                     |
| 2003년 8월 14일 (7월 29일 녹화)  | MBC 제10주년 "바다로 세계로"                 | 거제도 공연                                                                         |
| 2003년 8월 15일 (8월 4일 녹화)   | 울산써머페스티벌 1020콘서트                  | 아틀란티스 소녀, No.1, 나무, Valenti                                                |
| (후속곡) Milky Way               |                                              |                                                                                     |
| 2003년 8월 14일                  | KBS 뮤직뱅크                                 |                                                                                     |
| 2003년 8월 15일                  | Mnet 쇼킹M                                   |                                                                                     |
| 2003년 8월 15일                  | CCTV 중국 사스퇴치 기념공연                  | No.1 + 아틀란티스 소녀                                                              |
| 2003년 8월 15일                  | MBC 8.15특집 평화콘서트                      | No.1, 천사의 숨결, Milky Way, ID;Peace B, Valenti, 아틀란티스 소녀                  |
| 2003년 8월 21일                  | KBS 대구 U대회 개막식                        | 함께 내일로 (공식 주제가)                                                           |
| 2003년 8월 22일                  | KM 쇼!뮤직탱크                               | 경포대 야외무대 천사의 숨결 + Milky Way, 아틀란티스 소녀                            |
| 2003년 8월 23일                  | MBC 음악캠프                                 | 日 A-nation 현지 이원중계                                                           |
| 2003년 8월 24일                  | SBS 인기가요                                 | 천사의 숨결 + Milky Way                                                             |
| 2003년 9월 6일                   | MBC 음악캠프                                 |                                                                                     |
| 2003년 9월 6일                   | KBS 사랑의 리퀘스트                          |                                                                                     |
| 2003년 9월 7일                   | SBS 인기가요                                 | 아틀란티스 소녀 + Milky Way                                                         |
| 2003년 9월 8일                   | 2003 ⓣing concert                            | 아틀란티스 소녀, Milky Way, 천사의 숨결, 늘, Jewel Song, 발렌티, Amazing Kiss, No.1 |
| 2003년 9월 9일                   | KBS 대한민국 연예예술대상                    | 아틀란티스 소녀 + Milky Way, 신세대 가수상 수상                                     |
| 2003년 9월 11일                  | ETN 한민족소씨름대회                         |                                                                                     |
| 2003년 9월 14일                  | Mnet 쇼킹M                                   | Amazing Kiss, 나무, 아틀란티스 소녀                                                 |
| 2003년 9월 14일                  | KMTV 쇼 뮤직탱크                             | 천사의숨결 + Milky Way                                                              |
| 2003년 10월 4일                  | SBS 라디오 이현우의 뮤직라이브               | 공개방송                                                                            |
| 2003년 10월 12일 (9월 28일 녹화) | MBC 미주 이민 100주년 뉴욕 한인대축제        | 아틀란티스 소녀                                                                     |
| 2003년 10월 15일                 | KM 생방송 뮤직Q                              |                                                                                     |
| 연말 시상식                      |                                              |                                                                                     |
| 2003년 11월 27일                 | Mnet 뮤직비디오 페스티벌                     | -스케줄 관계로 불참- 댄스가수상 수상                                                |
| 2003년 12월 10일                 | KMTV Korean Music Award                      | (Intro) Beside you + 아틀란티스 소녀 + Rock With You 본상 / 스페셜 Honor 수상       |
| 2003년 12월 12일                 | 대한민국 국회대상                            | 대중음악부문 수상                                                                   |
| 2003년 12월 29일                 | SBS 가요대전                                 | -스케줄 관계로 불참- 본상 수상                                                      |
| 2003년 12월 31일                 | MBX 10대 가수 가요제                         | 일본 현지 이원 중계 10대 가수상 수상                                                |

## 트랙 리스트
| CD   | CD                                  | CD                                                    | CD                                                    | CD       |
| 트랙 | 수록곡                              | 작사·작곡·편곡                                        | 작사·작곡·편곡                                        | 길이     |
| ---- | ----------------------------------- | ----------------------------------------------------- | ----------------------------------------------------- | -------- |
| 01   | Time to Begin                       | 작사·작곡·편곡 : Kenzie                               | 작사·작곡·편곡 : Kenzie                               | 3분 36초 |
| 02   | 아틀란티스 소녀 (Atlantis Princess) | 작사 : 태훈 / 작곡·편곡 : 황성제                      | 작사 : 태훈 / 작곡·편곡 : 황성제                      | 3분 44초 |
| 03   | 나무 (Tree)                         | 작사 : 안익수 / 작곡 : 권기명 / 편곡 : 안익수         | 작사 : 안익수 / 작곡 : 권기명 / 편곡 : 안익수         | 4분 28초 |
| 04   | Milky way                           | 작사·작곡·편곡 : Kenzie                               | 작사·작곡·편곡 : Kenzie                               | 3분 20초 |
| 05   | 천사의 숨결 (Beat Of Angel)         | 작사 : 홍지유 / 작곡·편곡 : 안익수                    | 작사 : 홍지유 / 작곡·편곡 : 안익수                    | 3분 40초 |
| 06   | 선물 (Gift)                         | 작사·작곡·편곡 : 박창현                               | 작사·작곡·편곡 : 박창현                               | 3분 44초 |
| 07   | 이런 내게 (Where are you)           | 작사 : 배화영 / 작곡·편곡 : 고영조                    | 작사 : 배화영 / 작곡·편곡 : 고영조                    | 3분 48초 |
| 08   | 단념 (Make a Move)                  | 작사 : 박기현 / 작곡·편곡 : 오승은                    | 작사 : 박기현 / 작곡·편곡 : 오승은                    | 3분 3초  |
| 09   | 사랑해요 (so much in love)          | 작사 : 박채원 / 작곡 : 하정호 / 편곡 : 하정호, 고남수 | 작사 : 박채원 / 작곡 : 하정호 / 편곡 : 하정호, 고남수 | 3분 55초 |
| 10   | 남겨진 슬픔 (Endless Sorrow)        | 작사 : 김주형 / 작곡·편곡 : 최승민                    | 작사 : 김주형 / 작곡·편곡 : 최승민                    | 4분 9초  |
| 11   | The Show Must Go On                 | 작사 : 박창학 / 작곡 : 윤상 / 편곡 : FRACTAL          | 작사 : 박창학 / 작곡 : 윤상 / 편곡 : FRACTAL          | 4분 5초  |
| 12   | 서울의 빛 (The Lights of Seoul)     | 한국어 작사 : 조윤경 / 작곡 : 홍석 / 편곡 : 황성제    | 한국어 작사 : 조윤경 / 작곡 : 홍석 / 편곡 : 황성제    | 4분 25초 |
| 13   | The Lights of Seoul                 | 영어 작사 : 오영신 / 작곡 : 홍석 / 편곡 : 황성제      | 영어 작사 : 오영신 / 작곡 : 홍석 / 편곡 : 황성제      | 4분 25초 |